# Красная книга Челябинской области
Красная книга Челябинской области — аннотированный список редких и находящихся под угрозой исчезновения животных, растений и грибов Челябинской области.

## Издания
Первое издание Красной книги Челябинской области вышло в 2005 году тиражом 1000 экземпляров. В 2011—2012 годах издание пополнилось новыми видами. Красная книга Челябинской области является официальным изданием, предназначенным как для специалистов, так и для широкого круга читателей.
Она была подготовлена специалистами из министерства по радиационной и экологической безопасности Челябинской области, Ильменского государственного заповедника им. В. И. Ленина Уральского Отделения РАН, Института экологии растений и животных УрО РАН (Екатеринбург), Челябинского государственного педагогического университета, музея-заповедника «Аркаим», Уральского государственного педагогического университета (Екатеринбург), Ботанического сада УрО РАН (Екатеринбург) при поддержке администрации Челябинской области.
В книге представлен список редких и находящихся под угрозой исчезновения растений и животных Челябинской области, который включает 337 видов: 161 вид растений (лишайников — 11, мохообразных — 7, папоротниковидных — 9, голосеменных — 1, покрытосеменных — 133) и 30 видов грибов; 176 видов животных (моллюски — 3, насекомых — 95, рыбы — 5, амфибии — 3, рептилий — 5, птиц — 48, млекопитающих — 17).
Для каждого вида приведены иллюстрации, карта распространения, определены статус и категория редкости, даны краткое описание, сведения о численности и необходимых мерах охраны.
В издание также включены:
- перечень объектов животного мира, нуждающихся в особом внимании к их состоянию в природной среде — 10 видов;
- перечень объектов растительного мира исчезнувших с территории Челябинской области — 5 видов;
- перечень объектов растительного мира, нуждающихся в особом внимании к их состоянию в природной среде — 72 вида.

Второе издание Красной книги Челябинской области вышло в 2017 году тиражом 1000 экземпляров и включает в себя 442 вида, среди которых: 17 млекопитающих, 48 птиц, 5 рептилий, 3 амфибии, 5 рыб, 95 насекомых, 4 паука, 4 моллюска, 1 червь, 230 растений и 30 грибов.